# 오가키정
오가키정(大柿町)은 히로시마현에 존재했던 정으로, 사에키군에 속했다. 정역은 히가시노미섬의 중남부를 차지하고 있었다.
2004년 11월 1일에 아키군 에타지마정 및 사에키군 오키미정, 오가키정과 합병 (신설합병)해 에타지마시가 이행되어 소멸하였다. 

## 역사
- 1889년 4월 1일 - 정촌제 시행에 의해 오가키촌, 히토노세촌, 후카에촌이 성립하였다.
- 1927년 8월 1일 - 정으로 승격해 오가키정이 되었다.
- 1954년 11월 3일 - 오가키촌, 히토노세촌, 후카에촌 합병 (신설합병)해 오카키정이 되었다.
- 2004년 11월 1일 - 아키군 에타지마정 및 사에키군 오카미정, 노미정과 합병 (신설합병), 시로 승격에 의해 에타지마시가 되었다.

## 교통

### 도로
- 국도 제487호선 (일본)(일본어판)

## 출신
- 나다오 히로키치 - 쇼와 시대의 정치가. 중의원 의장을 역임 한적도 있다.